# Boulogne-Jean Jaurès
Boulogne-Jean Jaurès è una stazione della linea 10 della metropolitana di Parigi.
Si trova nel comune di Boulogne-Billancourt.

## La stazione
La stazione venne inaugurata nel 1980.

## Interconnessioni
- Bus RATP - 52, 123